# Йохан Кристиан Гюнтер
Йохан Кристиан Гюнтер (на немски: Johann Christian Günther) е немски поет от епохата на Барока.

## Живот
Йохан Кристиан Гюнтер е роден в Щригау в семейството на лекар. От 1710 до 1715 г. учи в гимназията на Швайдниц, където е представена юношеската му драма „Съжалената ревност на Теодосио“. Гюнтер се сгодява с Магдалена Елеоноре Яхман, която нарича „Леноре“ в по-късните си стихотворения.
През 1715 г., следвайки желанието на баща си, Гюнтер изучава медицина във Витенберг. С бащата се стига до разрив, понеже рязко отхвърля намерението на сина си да се препитава като поет. През 1716 г. Гюнтер е коронован като Poeta laureatus Caesareus. Поради свързаните с това финансови разходи през 1717 г. е пратен за кратко в затвора за длъжници.
Още през същата 1717 г. Гюнтер отива в Лайпциг и се записва в Лайпцигския университет. Силна подкрепа получава от писателя и историк Йохан Буркхарт Менке, който е убеден в голямата му литературна дарба, но не успява през 1719 г. да му издейства място като придворен поет на Аугуст Силни в Дрезден.
Гюнтер опитва безуспешно да се установи като лекар в Кройцбург, Силезия, както и да се помири с баща си. Впоследствие Йохан Кристиан Гюнтер живее като гост в семействата на свои състуденти. През 1723 г., вече болен, се зъвръща в Йена, където на 27-годишна възраст умира от туберкулоза.

## Признание
Йохан Кристиан Гюнтер е смятан за най-значителния немски поет на ранния 18 век. Формално е причисляван към епохата на Барока, но поради голямата душевна раздвиженост и изключителния индивидуален облик на творбите му, той трябва да се приема като предшественик на Просвещението. От значение тук е обстоятелството, че Гюнтер е чел произведения на Кристиан Томазиус, Готфрид Лайбниц и философа Кристиан Волф. Това макар да не е променило съзнанието му за традиция, все пак е белязало възгледите му за авторитет, наука и религия.
Само година след смъртта му излиза сборникът „Йохан Кристиан Гюнтер от Шлезия: отчасти непубликувани, отчасти издадени стихотворения на немски и латински“ („Johann Christian Günthers aus Schlesien, Theils noch niegedruckte, theils schon herausgegebene, Deutsche und Lateinische Gedichte“), който утвърждава посмъртната му слава.
Първото цялостно представяне на произведенията му през 1742 г. претърпява шест издания. В спомените си „Поезия и истина“ Гьоте отсъжда за Гюнтер: „Поет в пълния смисъл на думата. Ярък талант, надарен с чувствителност, въображение, памет, умение да възприема и да претворява, плодовит в най-голяма степен, ритмично приятен, духовит, остроумен и при това широко образован.“
През 2014 г. в Берлин излиза пълно академично издание на трудовете на Йохан Кристиан Гюнтер в 4 тома, подредени хронологично.

## Издания
- Gedichte von Johann Christian Günther, Hrsg. Berthold Litzmann, 1897, 1910[2]
- Sämtliche Werke. Historisch-kritische Gesamtausgabe Hrsg. Wilhelm Krämer, 1930 ff.
- Werke Hrsg. Reiner Bölhoff und Conrad Wiedemann, 1998[3]
- Textkritische Werkausgabe 4 Bände, Hrsg. Reiner Bölhoff, 2014.